# Oxford University Press
Oxford University Press (OUP) es la casa editorial de mayor reconocimiento en el Reino Unido y una de las más prestigiosas a nivel mundial. Es una sección de la Universidad de Oxford. Está cerca del Somerville College.
Como si se tratase de una organización benéfica, disfruta su estatus libre de impuestos. Suministra al resto de la Universidad el 30 % de sus ganancias anuales, con una cantidad fijada mínima de 12 millones de libras al año. La OUP es la editorial más grande del mundo por su número de publicaciones, editando más de 4500 nuevos libros al año y dando trabajo a unas 4000 personas. Ha publicado obras de consulta general, técnicas y académicas, como el Oxford English Dictionary (OED), los Oxford Living Dictionaries (tanto en idioma inglés como en idioma castellano), el Concise Oxford Dictionary, el Oxford World‘s Classics y el Oxford Dictionary of National Biography. Un buen elenco de sus productos más destacados ya están disponibles en la red en el apartado Oxford Reference Online.

## Historia
William Caxton fundó la primera casa editorial en 1476, siguiendo el ejemplo de la imprenta de Johann Gutenberg en 1450 y la posterior difusión del invento a través de Europa. Dos años después, en 1478, se imprimió el primer libro en la ciudad de Oxford. En los siguientes cien años, los libros producidos para la Universidad de Oxford los imprimiría una sucesión de impresores independientes de la localidad. En 1586, sin embargo, solicitó y obtuvo un decreto de la Star Chamber que le concedió el privilegio para imprimir libros por derecho propio. El rey Carlos I aumentó la independencia y las fronteras de la University Press cuando autorizó a la Universidad para imprimir "todo tipo de libros" concediendo a la Universidad una Carta Magna en 1636. El contenido de la misma lo negoció el arzobispo Laud, rector de la Universidad en aquel momento, como parte de su trabajo para establecer un conjunto de estatutos (los Códigos) que sirvieron para guiar la gestión de la Universidad para los próximos dos siglos. La Universidad de Oxford comenzó a imprimir: Alrededor de 1480 y se convirtió en un importante impresor de biblias, libros de oraciones y eruditos funcioné en el Siglo.
Se aprobó como uno de los dos estatutos impresos en 1634. La OUP ha llegado a ser la imprenta más grande del mundo después de que recibiera los derechos para publicar la versión de la Biblia del Rey Jacobo, extendiéndose muchísimo y divulgando sus ediciones universalmente. Los libros publicados por la Universidad de Oxford tienen un ISBN que comienza con 0-19, lo que convierte a la imprenta en una de las pocas editoriales que tienen dos dígitos identificativos en el ISBN. Desde 2001, Oxford University Press ha apoyado financieramente la beca Clarendon: un plan de becas para graduados de la Universidad de Oxford.
En el 2003, la OUP adquirió de Macmillan Publishers el Grove Dictionary of Music and Musicians y el Dictionary of Art. La editorial ha ido adquiriendo editoriales como Oceana Law publications especializada en publicaciones legales y muy bonitas.
La influencia académica de la Oxford University Press ha llevado a que su nombre se utilice para la definición de la coma serial u Oxford comma.

## Museo
El Oxford University Press Museum se encuentra en Great Clarendon Street, Oxford. Exhibe una imprenta del siglo XIX y la historia de la impresión del Oxford Almanack, Las aventuras de Alicia en el país de las maravillas y el Oxford English Dictionary.

### Clarendon Press
La OUP llegó a conocerse como Clarendon Press cuando la imprenta se trasladó del Sheldonian Theatre al Clarendon Building en Broad Street en 1713. El nombre siguió utilizándose cuando la OUP se trasladó a su sede actual en Oxford en 1830. La etiqueta Clarendon Press adquirió un nuevo significado cuando OUP comenzó a publicar libros a través de su oficina de Londres a principios del siglo XX. Para distinguir las dos oficinas, los libros de Londres fueron etiquetados como publicaciones de Oxford University Press, mientras que los de Oxford fueron etiquetados como libros de Clarendon Press. (ISBN) Este etiquetado cesó en la década de 1970, cuando cerró la oficina de Londres de la OUP. Actualmente se reserva Clarendon Press como sello para publicaciones de Oxford de particular importancia académica.

## Enlaces
- Sitio web oficial

- Datos: Q217595
- Multimedia: Oxford University Press / Q217595